# Giro de Italia 1970
La 53.ª edición del Giro de Italia se disputó entre el 18 de mayo y el 7 de junio de 1970, con un recorrido de 20 etapas y 3292 km, que el vencedor completó a una velocidad media de 36,518 km/h. La carrera comenzó en San Pellegrino y terminó en Bolzano.
Tomaron la salida 130 participantes, de los cuales 97 terminaron la carrera.
Fue en esta edición en la cual se instauró la definitiva y característica maglia ciclamino al líder de la clasificación por puntos, sustituyendo el color rojo utilizado hasta entonces.
Tras la descalificación sufrida en 1969 por dar positivo en un control de dopaje por anfetaminas, Eddy Merckx regresó al ciclismo pero como campeón del Tour de Francia 1969 y, por lo tanto, favorito al triunfo final. El otro gran candidato era el italiano Felice Gimondi, ganador del Giro de Italia en 1967 y 1969. Por el lado español, se presentó una escuadra bastante joven que, en un principio, lucharía por los triunfos parciales, sin demasiadas oportunidades de luchar por la general. Hasta la disputa de la 7.ª etapa, la condición de Eddy Merckx estaba en entre dicho, y todo el mundo se preguntaba si realmente había acudido al Giro como preparación para el Tour o a disputarlo. Esas dudas se quedaron disipadas al término de esa etapa, la primera en la que se demostró sus verdaderas, intenciones y en la que se vistió de rosa. Dos días después, en una contrarreloj individual de 56 kilómetros, Eddy Merckx asestó el golpe definitivo al distanciar a todos los favoritos en más de dos minutos. En la 12.ª etapa, Miguel María Lasa se hizo con la victoria. Miguel María Lasa fue el mejor representante español de esta edición del Giro, al conseguir este triunfo y terminar 8.º en la clasificación general final.
En esta edición, la organización del Giro de Italia había decidido un final de infarto, con tres etapas de alta montaña en los tres últimos días. Sin embargo, no se logró el efecto deseado, y entre los mejores de la clasificación general no hubo excesivas diferencias. En la 18.ª etapa, con final en la Marmolada, los siete primeros en la etapa se entraron en la franja de un minuto, si bien a partir del 8.º perdieron todos más de siete minutos. En la 19.ª y 20.ª etapa, más de lo mismo, y Felice Gimondi y Eddy Merckx volvieron a entrar sin las grandes diferencias, logrando así a que el belga sea su segundo Giro de Italia. Más tarde, en ese mismo año, completaría su primer doblete, al imponerse en el Tour de Francia de 1970.

## Equipos participantes
| Equipo              | Jefe de filas       |
| Salvarani           | Felice Gimondi      |
| Cosatto             | Vito Taccone        |
| Dreher              | Patrick Sercu       |
| Faemino             | Eddy Merckx         |
| Ferretti            | Gösta Pettersson    |
| Filotex             | Franco Bitossi      |
| G.B.C.              | Rudi Altig          |
| Germanvox           | Ole Ritter          |
| La Casera           | Enrique Cifuentes   |
| Hertekamp-Magniflex | Sigfrido Fontanelli |
| Molteni             | Marino Basso        |
| Sagit               | Aldo Balasso        |
| Scic                | Vittorio Adorni     |

## Etapas
| Etapa      | Fecha     | Recorrido                         | type                    | Distancia (km) | Ganador           | Líder          |
| ---------- | --------- | --------------------------------- | ----------------------- | -------------- | ----------------- | -------------- |
| 1.ª etapa  | 18 de may | San Pellegrino Terme – Biandronno | etapa llana             | 115            | Franco Bitossi    | Franco Bitossi |
| 2.ª etapa  | 19 de may | Comerio – Saint-Vincent           | etapa de montaña        | 164            | Eddy Merckx       | Franco Bitossi |
| 3.ª etapa  | 20 de may | Saint-Vincent – Aosta             | etapa de montaña        | 162            | Franco Bitossi    | Franco Bitossi |
| 4.ª etapa  | 21 de may | Saint-Vincent – Lodi              | etapa llana             | 205            | Marino Basso      | Franco Bitossi |
| 5.ª etapa  | 22 de may | Lodi – Zingonia                   | etapa llana             | 155            | Patrick Sercu     | Franco Bitossi |
| 6.ª etapa  | 23 de may | Zingonia – Malcesine              | etapa de montaña        | 212            | Enrico Paolini    | Franco Bitossi |
| 7.ª etapa  | 24 de may | Malcesine – Brentonico            | etapa de montaña        | 130            | Eddy Merckx       | Eddy Merckx    |
| 8.ª etapa  | 25 de may | Rovereto – Bassano del Grappa     | etapa de montaña        | 130            | Walter Godefroot  | Eddy Merckx    |
| 9.ª etapa  | 26 de may | Bassano del Grappa – Treviso      | contrarreloj individual | 56             | Eddy Merckx       | Eddy Merckx    |
| 10.ª etapa | 28 de may | Terracina – Rivisondoli           | etapa de montaña        | 172            | Italo Zilioli     | Eddy Merckx    |
| 11.ª etapa | 29 de may | Rivisondoli – Francavilla al Mare | etapa de montaña        | 180            | Michele Dancelli  | Eddy Merckx    |
| 12.ª etapa | 30 de may | Francavilla al Mare – Loreto      | etapa de montaña        | 175            | Miguel María Lasa | Eddy Merckx    |
| 13.ª etapa | 31 de may | Loreto – Faenza                   | etapa llana             | 188            | Michele Dancelli  | Eddy Merckx    |
| 14.ª etapa | 1 de jun  | Faenza – Casciana Terme           | etapa llana             | 218            | Michele Dancelli  | Eddy Merckx    |
| 15.ª etapa | 2 de jun  | Casciana Terme – Mirandola        | etapa de montaña        | 215            | Marino Basso      | Eddy Merckx    |
| 16.ª etapa | 3 de jun  | Mirandola – Jesolo                | etapa llana             | 195            | Dino Zandegù      | Eddy Merckx    |
| 17.ª etapa | 4 de jun  | Jesolo – Arta Terme               | etapa de montaña        | 165            | Franco Bitossi    | Eddy Merckx    |
| 18.ª etapa | 5 de jun  | Arta Terme – Marmolada            | etapa de montaña        | 180            | Michele Dancelli  | Eddy Merckx    |
| 19.ª etapa | 6 de jun  | Rocca Pietore – Toblach           | etapa de montaña        | 120            | Franco Bitossi    | Eddy Merckx    |
| 20.ª etapa | 7 de jun  | Toblach – Bolzano                 | etapa de montaña        | 155            | Luciano Armani    | Eddy Merckx    |

## Clasificaciones
| \| 1. \| Eddy Merckx \| Bélgica \| Faemino \| 90h 08' 47" \| \| 2. \| Felice Gimondi \| Italia \| Salvarani \| + 3' 14" \| \| 3. \| Martin van den Bossche \| Bélgica \| Molteni \| + 4' 59" \| \| 4. \| Michele Dancelli \| Italia \| Molteni \| + 7' 07" \| \| 5. \| Italo Zilioli \| Italia \| Faemino \| + 8' 14" \| \| 6. \| Gösta Pettersson \| Suecia \| Ferretti \| + 9' 20" \| \| 7. \| Franco Bitossi \| Italia \| Filotex \| + 13' 10" \| \| 8. \| Miguel María Lasa \| España \| La Casera \| + 19' 25" \| \| 9. \| Ole Ritter \| Dinamarca \| Germanvox \| + 21' 17" \| \| 10. \| Vittorio Adorni \| Italia \| Scic \| + 21' 29" \| |                        |           |           |             |
| 1. | Eddy Merckx            | Bélgica   | Faemino   | 90h 08' 47" |
| 2. | Felice Gimondi         | Italia    | Salvarani | + 3' 14"    |
| 3. | Martin van den Bossche | Bélgica   | Molteni   | + 4' 59"    |
| 4. | Michele Dancelli       | Italia    | Molteni   | + 7' 07"    |
| 5. | Italo Zilioli          | Italia    | Faemino   | + 8' 14"    |
| 6. | Gösta Pettersson       | Suecia    | Ferretti  | + 9' 20"    |
| 7. | Franco Bitossi         | Italia    | Filotex   | + 13' 10"   |
| 8. | Miguel María Lasa      | España    | La Casera | + 19' 25"   |
| 9. | Ole Ritter             | Dinamarca | Germanvox | + 21' 17"   |
| 10. | Vittorio Adorni        | Italia    | Scic      | + 21' 29"   |

| \| 1. \| Martin van den Bossche \| Bélgica \| Molteni \| 460 puntos \| \| 2. \| Italo Zilioli \| Italia \| Faemino \| 420 puntos \| \| 3. \| Luciano Armani \| Italia \| Scic \| 300 puntos \| |                        |         |         |            |
| 1. | Martin van den Bossche | Bélgica | Molteni | 460 puntos |
| 2. | Italo Zilioli          | Italia  | Faemino | 420 puntos |
| 3. | Luciano Armani         | Italia  | Scic    | 300 puntos |

| \| 1. \| Franco Bitossi \| Italia \| Filotex \| 252 puntos \| \| 2. \| Michele Dancelli \| Italia \| Molteni \| 241 puntos \| \| 3. \| Eddy Merckx \| Bélgica \| Faemino \| 193 puntos \| |                  |         |         |            |
| 1. | Franco Bitossi   | Italia  | Filotex | 252 puntos |
| 2. | Michele Dancelli | Italia  | Molteni | 241 puntos |
| 3. | Eddy Merckx      | Bélgica | Faemino | 193 puntos |

| \| 1. \| Faemino \| Bélgica \| - \| - \| |         |         |   |   |
| 1.                                       | Faemino | Bélgica | - | - |